# Feldhockey-Weltmeisterschaft der Damen 2002
Die 10. Hockey-Weltmeisterschaft der Damen wurde vom 24. November bis zum 8. Dezember 2002 im Perth Hockey Stadium in Perth, Australien ausgetragen.
Der offizielle Name des Turniers lautete 10th FIH Women’s World Cup Perth 2002. Es traten 16 Nationalmannschaften zunächst in zwei Gruppen und danach in Platzierungsspielen gegeneinander an. Insgesamt wurden 72 Länderspiele absolviert.
Die argentinischen Hockey-Damen konnten ihren ersten WM-Titel gewinnen und schlugen die Niederlande im Finale mit 4:3 (1:1) nach Siebenmeterschießen. China gewann gegen Australien im Spiel um Platz 3 und erreichte damit die höchste Platzierung in der Landesgeschichte.

## Austragungsort
Das Perth Hockey Stadium ist ein Multifunktionsstadion nahe der Curtin University in Perth. Es bietet Platz für etwa 6000 Leute und war schon Austragungsort der Champions Trophy 1985.

## Qualifikation und Teilnehmer
Das Qualifikationsturnier wurde in Amiens, Frankreich vom 18. bis zum 30. September 2001 ausgetragen. Die endgültige Platzierung ist unten angegeben. Die qualifizierten Teams sind fett markiert.
1. England
2. Russland
3. Ukraine
4. Japan
5. Irland
6. Schottland
7. Indien
8. Frankreich
9. Kanada
10. Kasachstan
11. Malaysia
12. Belgien
13. Uruguay
14. Italien

Außerdem waren die fünf Kontinentalmeister, Australien als Titelverteidiger und Gastgeber, der Vize-Europameister Deutschland sowie Spanien als 4. der Olympischen Sommerspiele 2000 direkt qualifiziert. Amerika qualifizierte sich als letztes Team, nachdem die Mannschaft aufgrund der Anschläge vom 11. September durch das Flugverbot in Amerika nicht zu den Spielen hatte reisen können. In Anbetracht der außergewöhnlichen Situation entschied sich die FIH, durch eine Serie von drei Spielen gegen den Siebtplatzierten des Qualifikationsturniers über eine Qualifikation zu entscheiden. Diese nachträgliche Qualifikation entschieden die USA gegen Indien für sich.
| Asien    | Amerika     | Afrika    | Ozeanien   | Europa      |
| -------- | ----------- | --------- | ---------- | ----------- |
| Südkorea | Argentinien | Südafrika | Neuseeland | Niederlande |

Die Gruppen wurden nach der Weltrangliste des Welthockeyverbandes FIH eingeteilt.

## Organisation
Der Welthockeyverband hat für den Hockey World Cup 2002 18 Schiedsrichterinnen aus 12 Nationen nominiert
 Chieko Akiyama

 Kazuko Yasueda

 Michelle Arnold

 Julie Ashton-Lucy

 Judith Barnesby

 Renee Choen

 Ute Conen

 Carolina de la Fuente

 Maria Iparraguirre

 Marelize de Klerk

 Jean Duncan

 Lynn Farrell

 Sarah Garnett

 Dwan Henning

 Mary Power

 Zang Jun Kentwell

 Ok Lee Ki

 Gina Spitaleri

Turnierdirektor war Janet Ellis aus Kanada, unterstützt von einem sechsköpfigen Turniergericht, sowie fünf technischen Betreuern und drei Schiedsrichterbetreuern.

## Vorrunde

### Gruppe A
In der Vorrunde der Gruppe A wies Deutschland mit einer Quote von 28 % zugesprochener Strafecken das in dieser Kategorie knapp vor Korea beste Ergebnis auf. Dennoch schnitten die deutschen Damen zu schwach zum Erreichen der Finalrunde ab, da sie zu wenig Feldtore schossen und aus dem laufenden Spiel deutlich mehr Gegentore erhielten als Argentinien und China. Eine Schlüsselrolle kam den Niederlagen gegen China und Korea zu.
Gruppensieger Argentinien präsentierte sich mit einem sehr ausgewogenen Spielverhalten, wobei besonders der starken Verteidigung (wenigste Strafecken und Feldtore gegen das Team) der Erfolg zuzuschreiben ist. Überraschungs-Finalrundenteilnehmer China ließ ebenfalls wenig Strafecken gegen sich zu und machte bei relativ wenig geschossenen Toren jeweils knapp entscheidende Punkte.
Tabelle
| Rang | Land        | Spiele | S | U | N | Tore  | Punkte |
| ---- | ----------- | ------ | - | - | - | ----- | ------ |
| 1    | Argentinien | 7      | 7 | 0 | 0 | 17:02 | 21     |
| 2    | China       | 7      | 5 | 1 | 1 | 14:05 | 16     |
| 3    | Südkorea    | 7      | 4 | 2 | 1 | 20:07 | 14     |
| 4    | Deutschland | 7      | 4 | 0 | 3 | 17:10 | 12     |
| 5    | Neuseeland  | 7      | 2 | 0 | 5 | 08:12 | 6      |
| 6    | Schottland  | 7      | 2 | 0 | 5 | 08:21 | 6      |
| 7    | Ukraine     | 7      | 1 | 2 | 4 | 11:23 | 5      |
| 8    | Russland    | 7      | 0 | 1 | 0 | 06:21 | 1      |

Ansetzungen
| Spielnummer – Datum – Uhrzeit  | Mannschaft 1 | Mannschaft 2 | Ergebnis |
| ------------------------------ | ------------ | ------------ | -------- |
| 04 – 24. November 2002 – 14:05 | China        | Südkorea     | 0:0      |
| 05 – 24. November 2002 – 15:35 | Russland     | Deutschland  | 0:4      |
| 07 – 24. November 2002 – 18:05 | Argentinien  | Neuseeland   | 1:0      |
| 08 – 24. November 2002 – 20:05 | Ukraine      | Schottland   | 2:1      |
| 13 – 26. November 2002 – 14:05 | Neuseeland   | Russland     | 3:1      |
| 14 – 26. November 2002 – 16:05 | Schottland   | China        | 0:3      |
| 15 – 26. November 2002 – 18:05 | Deutschland  | Südkorea     | 1:3      |
| 16 – 26. November 2002 – 20:05 | Argentinien  | Ukraine      | 5:1      |
| 21 – 28. November 2002 – 14:05 | Schottland   | Neuseeland   | 2:1      |
| 22 – 28. November 2002 – 16:05 | Südkorea     | Ukraine      | 2:2      |
| 23 – 28. November 2002 – 18:05 | Deutschland  | Argentinien  | 0:1      |
| 24 – 28. November 2002 – 20:05 | Russland     | China        | 1:2      |
| 28 – 29. November 2002 – 16:05 | Deutschland  | Schottland   | 3:0      |
| 29 – 29. November 2002 – 18:05 | Neuseeland   | Südkorea     | 0:3      |
| 31 – 30. November 2002 – 10:35 | Ukraine      | Russland     | 3:3      |
| 32 – 30. November 2002 – 12:35 | China        | Argentinien  | 0:2      |
| 36 – 1. Dezember 2002 – 09:05  | Deutschland  | Neuseeland   | 3:1      |
| 38 – 1. Dezember 2002 – 14:05  | Argentinien  | Schottland   | 5:0      |
| 39 – 1. Dezember 2002 – 16:05  | Südkorea     | Russland     | 5:0      |
| 40 – 1. Dezember 2002 – 18:05  | China        | Ukraine      | 4:1      |
| 45 – 3. Dezember 2002 – 09:05  | Neuseeland   | Ukraine      | 3:0      |
| 46 – 3. Dezember 2002 – 11:05  | Deutschland  | China        | 1:3      |
| 47 – 3. Dezember 2002 – 14:05  | Argentinien  | Südkorea     | 2:1      |
| 48 – 3. Dezember 2002 – 16:05  | Schottland   | Russland     | 3:1      |
| 50 – 4. Dezember 2002 – 09:35  | Ukraine      | Deutschland  | 2:5      |
| 53 – 4. Dezember 2002 – 15:35  | Südkorea     | Schottland   | 6:2      |
| 54 – 4. Dezember 2002 – 16:05  | Russland     | Argentinien  | 0:1      |
| 56 – 4. Dezember 2002 – 20:05  | China        | Neuseeland   | 2:0      |

### Gruppe B
Die niederländische Mannschaft hatte sich in der Gruppe B nicht zuletzt mit Standardsituationen und einer starken Verteidigung durchgesetzt: Die mit Abstand meisten zugesprochenen (29 %) und die wenigsten gegen das Team verhängten (5 %) Strafecken sprechen eine deutliche Sprache. Aber auch nach erzielten Feldtoren hatten die Damen aus Holland mit 28 % das beste Ergebnis in ihrer Gruppe, wenn auch in dieser Kategorie knapp vor Spanien. Die deutlich schwächere Platzierung der Spanierinnen verdeutlicht, dass ein starker Sturm alleine nicht ausreicht.
Tabelle
| Rang | Land        | Spiele | S | U | N | Tore  | Punkte |
| ---- | ----------- | ------ | - | - | - | ----- | ------ |
| 1    | Niederlande | 7      | 6 | 1 | 0 | 22:05 | 19     |
| 2    | Australien  | 7      | 5 | 1 | 1 | 17:06 | 16     |
| 3    | England     | 7      | 3 | 2 | 2 | 12:09 | 11     |
| 4    | Spanien     | 7      | 2 | 2 | 3 | 11:09 | 8      |
| 5    | Japan       | 7      | 1 | 4 | 2 | 07:07 | 7      |
| 6    | USA         | 7      | 2 | 0 | 5 | 09:17 | 6      |
| 7    | Südafrika   | 7      | 1 | 2 | 4 | 10:17 | 5      |
| 8    | Irland      | 7      | 0 | 0 | 7 | 04:22 | 0      |

Ansetzungen
| Spielnummer – Datum – Uhrzeit  | Mannschaft 1 | Mannschaft 2 | Ergebnis |
| ------------------------------ | ------------ | ------------ | -------- |
| 01 – 24. November 2002 – 09:05 | Japan        | Spanien      | 1:1      |
| 02 – 24. November 2002 – 09:35 | England      | Irland       | 3:1      |
| 03 – 24. November 2002 – 11:05 | Australien   | USA          | 4:0      |
| 06 – 24. November 2002 – 16:05 | Niederlande  | Südafrika    | 3:0      |
| 09 – 25. November 2002 – 14:05 | Japan        | Niederlande  | 0:2      |
| 10 – 25. November 2002 – 16:05 | Südafrika    | England      | 2:2      |
| 11 – 25. November 2002 – 18:05 | USA          | Irland       | 2:1      |
| 12 – 25. November 2002 – 20:05 | Spanien      | Australien   | 0:1      |
| 17 – 27. November 2002 – 14:05 | Spanien      | Südafrika    | 3:1      |
| 18 – 27. November 2002 – 16:05 | USA          | Japan        | 1:2      |
| 19 – 27. November 2002 – 18:05 | Australien   | Irland       | 2:1      |
| 20 – 27. November 2002 – 20:05 | Niederlande  | England      | 2:1      |
| 25 – 29. November 2002 – 09:05 | Südafrika    | Japan        | 1:1      |
| 26 – 29. November 2002 – 11:05 | Spanien      | USA          | 4:1      |
| 27 – 29. November 2002 – 14:05 | Irland       | Niederlande  | 0:6      |
| 30 – 29. November 2002 – 20:05 | England      | Australien   | 1:3      |
| 33 – 30. November 2002 – 14:35 | USA          | Südafrika    | 3:0      |
| 34 – 30. November 2002 – 16:35 | Irland       | Spanien      | 1:2      |
| 35 – 30. November 2002 – 18:35 | Japan        | England      | 1:1      |
| 37 – 1. Dezember 2002 – 11:05  | Australien   | Niederlande  | 1:3      |
| 41 – 2. Dezember 2002 – 14:05  | USA          | England      | 0:1      |
| 42 – 2. Dezember 2002 – 16:05  | Japan        | Irland       | 1:0      |
| 43 – 2. Dezember 2002 – 18:05  | Spanien      | Niederlande  | 1:1      |
| 44 – 2. Dezember 2002 – 20:05  | Australien   | Südafrika    | 5:0      |
| 49 – 4. Dezember 2002 – 09:05  | Niederlande  | USA          | 5:2      |
| 51 – 4. Dezember 2002 – 11:05  | England      | Spanien      | 3:0      |
| 52 – 4. Dezember 2002 – 14:05  | Irland       | Südafrika    | 0:6      |
| 55 – 4. Dezember 2002 – 18:05  | Australien   | Japan        | 1:1      |

## Platzierungsspiele
Angaben in Klammern: Ergebnis im Siebenmeterschießen, wenn Unentschieden nach regulärer Spielzeit und Verlängerung.
Plätze 13 bis 16
|  | Halbfinale dreizehn bis sechzehn | Halbfinale dreizehn bis sechzehn |                               |   | Spiel um Platz dreizehn       | Spiel um Platz dreizehn       |
|  |                                  |                                  |                               |   |                               |                               |
|  | Südafrika                        | 4                                |                               |   |                               |                               |
|  | Russland                         | 1                                |                               |   |                               |                               |
|  | 57 – 6. Dezember 2002 – 09:05    |                                  |                               |   |                               |                               |
|  |                                  |                                  | 66 – 7. Dezember 2002 – 09:35 |   |                               |                               |
|  | Südafrika                        | 3                                |                               |   |                               |                               |
|  |                                  | Ukraine                          | 1                             |   |                               |                               |
|  |                                  |                                  |                               |   |                               |                               |
|  | Spiel um Platz fünfzehn          |                                  |                               |   |                               |                               |
|  | 38 – 6. Dezember 2002 – 09:35    | 38 – 6. Dezember 2002 – 09:35    | Russland                      | 0 |                               |                               |
|  | Ukraine                          | 4                                | Irland                        | 1 |                               |                               |
|  | Irland                           | 3                                |                               |   | 65 – 7. Dezember 2002 – 09:05 | 65 – 7. Dezember 2002 – 09:05 |

Plätze 9 bis 12
|  | Halbfinale neun bis zwölf     | Halbfinale neun bis zwölf     |                               |   | Spiel um Platz neun           | Spiel um Platz neun           |
|  |                               |                               |                               |   |                               |                               |
|  | Japan                         | 3                             |                               |   |                               |                               |
|  | Schottland                    | 0                             |                               |   |                               |                               |
|  | 59 – 6. Dezember 2002 – 12:05 |                               |                               |   |                               |                               |
|  |                               |                               | 68 – 7. Dezember 2002 – 14:34 |   |                               |                               |
|  | Japan                         | 0 (2, 7m)                     |                               |   |                               |                               |
|  |                               | USA                           | 0 (4, 7m)                     |   |                               |                               |
|  |                               |                               |                               |   |                               |                               |
|  | Spiel um Platz elf            |                               |                               |   |                               |                               |
|  | 60 – 6. Dezember 2002 – 12:35 | 60 – 6. Dezember 2002 – 12:35 | Schottland                    | 0 |                               |                               |
|  | Neuseeland                    | 0                             | Neuseeland                    | 3 |                               |                               |
|  | USA                           | 1                             |                               |   | 67 – 7. Dezember 2002 – 14:05 | 67 – 7. Dezember 2002 – 14:05 |

Plätze 5 bis 8
|  | Halbfinale fünf bis acht      | Halbfinale fünf bis acht      |                               |   | Spiel um Platz fünf           | Spiel um Platz fünf           |
|  |                               |                               |                               |   |                               |                               |
|  | England                       | 7                             |                               |   |                               |                               |
|  | Deutschland                   | 2                             |                               |   |                               |                               |
|  | 61 – 6. Dezember 2002 – 15:05 |                               |                               |   |                               |                               |
|  |                               |                               | 70 – 7. Dezember 2002 – 19:35 |   |                               |                               |
|  | England                       | 3 (4, 7m)                     |                               |   |                               |                               |
|  |                               | Südkorea                      | 3 (3, 7m)                     |   |                               |                               |
|  |                               |                               |                               |   |                               |                               |
|  | Spiel um Platz sieben         |                               |                               |   |                               |                               |
|  | 62 – 6. Dezember 2001 – 15:35 | 62 – 6. Dezember 2001 – 15:35 | Deutschland                   | 6 |                               |                               |
|  | Südkorea                      | 2                             | Spanien                       | 1 |                               |                               |
|  | Spanien                       | 0                             |                               |   | 69 – 7. Dezember 2002 – 17:05 | 69 – 7. Dezember 2002 – 17:05 |

## Finalspiele
|  | Halbfinale                    | Halbfinale                    |                               |   | Finale                        | Finale                        |
|  |                               |                               |                               |   |                               |                               |
|  | Argentinien                   | 1                             |                               |   |                               |                               |
|  | Australien                    | 0                             |                               |   |                               |                               |
|  | 63 – 6. Dezember 2002 – 18:05 |                               |                               |   |                               |                               |
|  |                               |                               | 72 – 8. Dezember 2002 – 12:35 |   |                               |                               |
|  | Argentinien                   | 1 (4 7m)                      |                               |   |                               |                               |
|  |                               | Niederlande                   | 1 (3 7m)                      |   |                               |                               |
|  |                               |                               |                               |   |                               |                               |
|  | Spiel um Platz drei           |                               |                               |   |                               |                               |
|  | 64 – 6. Dezember 2002 – 20:35 | 64 – 6. Dezember 2002 – 20:35 | Australien                    | 0 |                               |                               |
|  | Niederlande                   | 1                             | Volksrepublik China           | 2 |                               |                               |
|  | Volksrepublik China           | 0                             |                               |   | 71 – 8. Dezember 2002 – 10:05 | 71 – 8. Dezember 2002 – 10:05 |

## Endklassement
| Platz | Land        |
| ----- | ----------- |
| 1     | Argentinien |
| 2     | Niederlande |
| 3     | China       |
| 4     | Australien  |
| 5     | England     |
| 6     | Südkorea    |
| 7     | Deutschland |
| 8     | Spanien     |
| 9     | USA         |
| 10    | Japan       |
| 11    | Neuseeland  |
| 12    | Schottland  |
| 13    | Südafrika   |
| 14    | Ukraine     |
| 14    | Irland      |
| 14    | Russland    |

## Medaillengewinnerinnen
| Platz | Land        | Sportlerinnen |
| ----- | ----------- | --- |
| 1     | Argentinien | Mariela Antoniska, Agustina García, Magdalena Aicega, Maria de la Paz Ferrari, Ayelén Stepnik, Luciana Aymar, Vanina Oneto, Karina Masotta, Mariana González Oliva, Mercedes Margalot, María de la Paz Hernández, Cecilia Rognoni, Maria Inés Parodi, Paola Vukojicic, Mariné Russo, Inés Arrondo, Natali Doreski, Claudia Burkart |
| 2     | Niederlande | Clarinda Sinnige, Lisanne de Roever, Macha van der Vaart, Fatima Moreira de Melo, Maartje Scheepstra, Miek van Geenhuizen, Karlijn Petri, Mijntje Donners, Ageeth Boomgaardt, Minke Smabers, Ellis Verbakel, Janneke Schopman, Chantal de Bruijn, Minke Booij, Aniek van Hees, Lieve van Kessel, Kim Lammers, Femke Kooijman       |
| 3     | China       | Nie Yali, Long Fengyu, Chen Zhaoxia, Ma Yibo, Cheng Hui, Liu Yanli, Huang Junxia, Fu Baorong, Li Shuang, Tang Chunling, Zhou Wanfeng, Zhang Haiying, Chen Xiaoling, Hou Xiaolan, Pan Fengzhen, Qiu Yingling, Chen Qiuqi, Li Aili                                                                                                   |

## Torjägerinnen
- In Klammern: Davon Feldtore (ohne Kurze Ecke und Siebenmeter)

| Tore  | Name                      | Land                      |
| ----- | ------------------------- | ------------------------- |
| 9 (7) | Pietie Coetzee            | Südafrika                 |
| 8 (8) | Agustina García           | Argentinien               |
| 7 (7) | Natlya Vasyukova          | Ukraine                   |
| 6 (5) | Nadine Ernsting-Krienke   | Deutschland               |
| 5 (5) | Katrina Powell            | Australien                |
| 5 (5) | Seong Eun Kim             | Neuseeland                |
| 5 (5) | Helen Grant               | England                   |
| 5 (4) | Eun Jin Kim               | Südkorea                  |
| 5 (3) | Mijntje Donners           | Niederlande               |
| 5 (0) | Denise Klecker            | Deutschland               |
| 5 (0) | Seon Ok Lee               | Südkorea                  |
| 5 (0) | Ageeth Boomgaardt         | Niederlande               |
| 5 (0) | Arlene Boyles             | Irland                    |
| 4     | insgesamt 6 Spielerinnen  | insgesamt 6 Spielerinnen  |
| 3     | insgesamt 15 Spielerinnen | insgesamt 15 Spielerinnen |
| 2     | insgesamt 28 Spielerinnen | insgesamt 28 Spielerinnen |
| 1     | insgesamt 47 Spielerinnen | insgesamt 47 Spielerinnen |